# 木曽川上流改修工事
木曽川上流改修工事（きそがわじょうりゅうかいしゅうこうじ）は、1923年（大正12年）から昭和初期に行われた木曽川水系上流部における河川改修。「大正改修」とも呼ばれる。

## 上流改修以前の概況

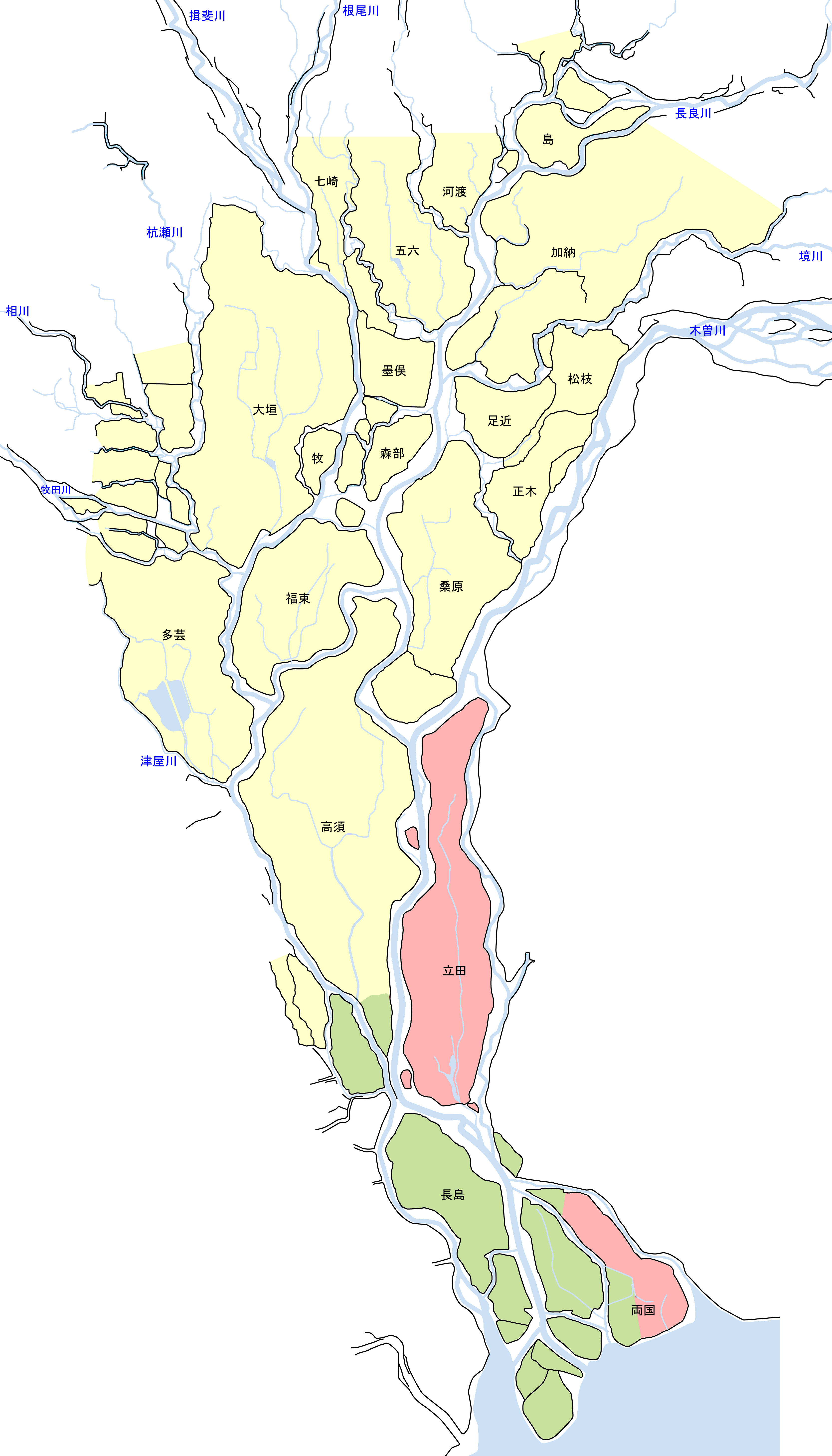
明治時代初期の輪中地帯の様子。下流改修では多芸・大垣・墨俣・足近・正木輪中より下流側が改修され、上流改修ではそれよりも上流側の改修が行われた。

木曽川・長良川・揖斐川の三川とその支川・派川が合流・分岐しながら流れた木曽三川の流域では、古くから水害が絶えず人々は輪中を形成するなど水と戦いながら生活していた。
特に下流部では1609年（慶長14年）の「御囲堤」完成によって水害はさらに増加しており、1754年（宝暦4年）の薩摩藩による宝暦治水が実施されるなど改善が試みられたものの、江戸時代のうちには根本的な解決には至らなかった。明治となり近代的な土木技術による治水工事が求められると、明治政府によって招かれたお雇い外国人のヨハニス・デ・レーケの計画に基づいて1887年（明治20年）から「明治改修」が行われ、木曽三川の完全分流がなされたことで水害は激減した。
明治改修では木曽三川の中流部以下が対象となっており、上流部および支派川はほとんどが手付かずであった。特に揖斐川上流および支川の粕川・杭瀬川・根尾川では旧藩時にそれぞれ独自の治水が行われたため川幅も一定ではなく、支川流域の山林の乱伐による土砂増加で河床上昇が進んでおり、水害が絶えなかった。上流の状況の放置は下流の治水にも影響しかねないことに加えて、明治改修の最中にも災害が頻発したこともあって、官民一体となった上流改修の請願運動が高まっていった。

## 上流改修の請願と施工

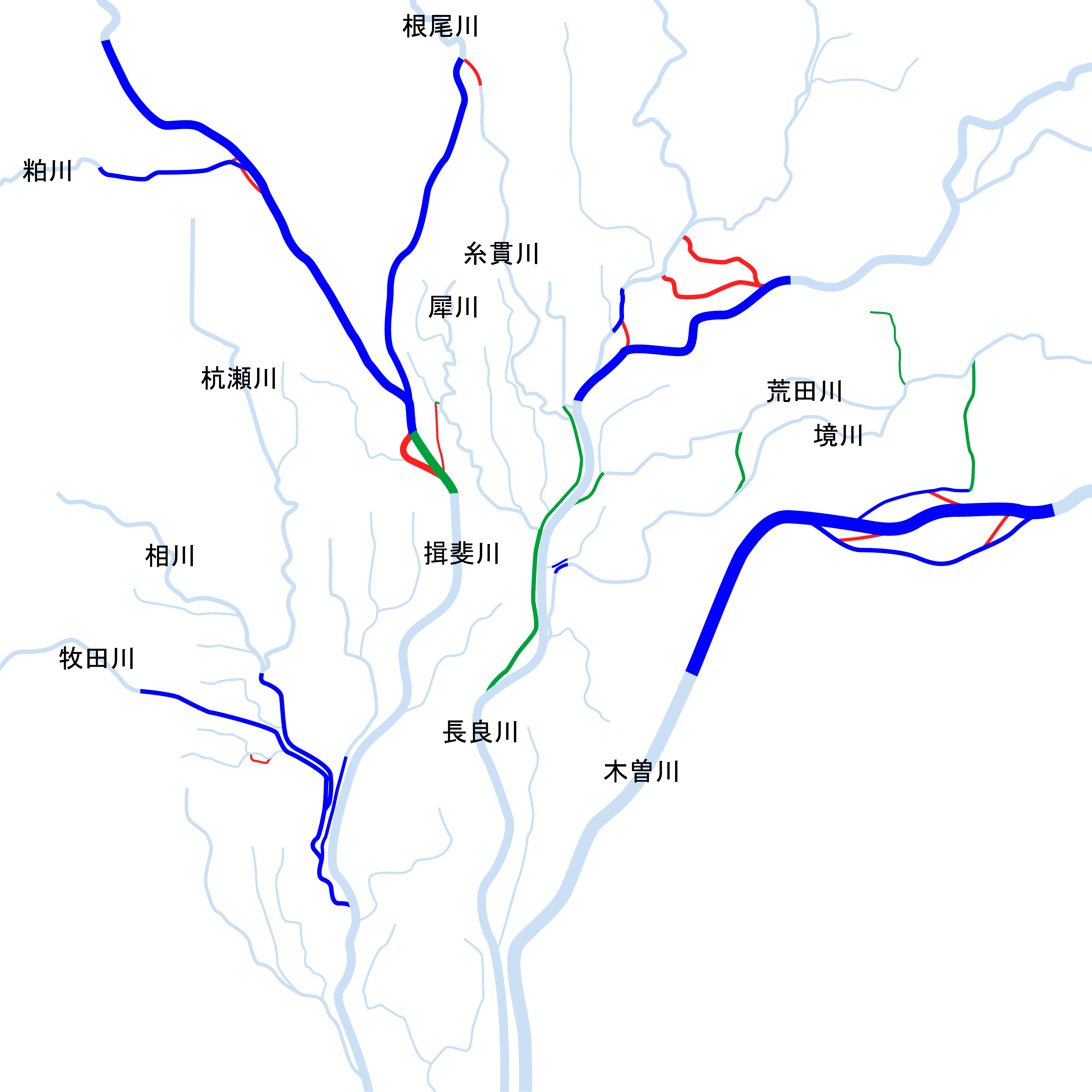
木曽川上流改修工事前後の河道比較。青線部が拡幅・線形改善などが行われた箇所、緑線部が新規開削箇所、赤線部が廃川など。

上流部の大部分が位置する岐阜県は下流改修実施以前から上流改修を求めていた。下流改修の計画段階にあった1886年（明治19年）10月の岐阜県知事・小崎利準が行った早期の施工要請に対して、内務大臣・山県有朋は「下流改修の後に上流改修を計画すべきで、その際には県に測量等の調査をお願いしたい」という趣旨の返答を土木局長の名で返していた。この返答には下流改修が急務であったことに加えて、財政事情などから上流改修を後回しにするという意図があったとされるが、下流改修着工翌年の1888年（明治21年）にも岐阜県は揖斐川上流および支川の測量の実施や計画の策定を求めるなど継続して要望を続けた。
地元でも大垣輪中や瀬田輪中などで上流改修を求める声は高まるが、一方で上流改修を危惧する声も存在した。加納輪中では輪中内を流れる境川・荒田川で悪水問題を抱えており、上流改修には反対（特に長良川改修には絶対反対）の立場であり、もし上流改修を行うのであれば悪水路の改修も併せて行うべきであると主張した。こういった悪水路への悪影響を懸念した反対運動は、後の時代まで根強く残り続けることとなる。
1921年（大正10年）の帝国議会（通常議会）で「向こう10箇年継続事業」として予算が認められ、1923年（大正12年）から改修工事が着手される。上流改修が開始されると支川改修を求める声も高まり、1928年（昭和3年）5月の帝国議会（臨時議会）で支川改修事業の予算が認められる。可決された内容は犀川・牧田川など13河川の改修工事を木曽川上流改修の付帯工事として行い、その工費の半額を国庫から補助するというもので、12月の通常議会で境川など14河川がこれに加えられた。これらの河川工事は県が施工することとされたが、本川と併せて直轄施工することが有効と認められる場合は建設省が県から受託する形で施工するとされ、実際に犀川・根尾川・境川およびその支派川の計12河川を国が受託施工している。
本川および支派川の工事は順次着工されていったが、1923年（大正12年）に発生した関東大震災や、1929年（昭和4年）に端を発した世界恐慌の影響による不況により数度にわたって工期が延長され、また1941年（昭和16年）に勃発した太平洋戦争により資材や人員の確保も難しく休工も余儀なくされたため最終的な竣工は1950年代となった。

## 上流改修の内容
上流改修の方針をおおまかにまとめると、
- 扇状地上を放射状に分岐・合流しながら流れる河川を本川1つに絞る。
- 扇状地末端部で流速低下に伴って水害常襲地となっていた遊水地を水害から解放する。
- 屈曲部を直線化、狭窄部を拡幅することで洪水を早く海へと流す。

という3点に集約される。この工事により堤防は全体的に規模が大きくなり、堤頂面の幅が1メートル、堤頂から3メートル下に幅4メートルの小段を設ける形状に規模が統一された。

### 揖斐川

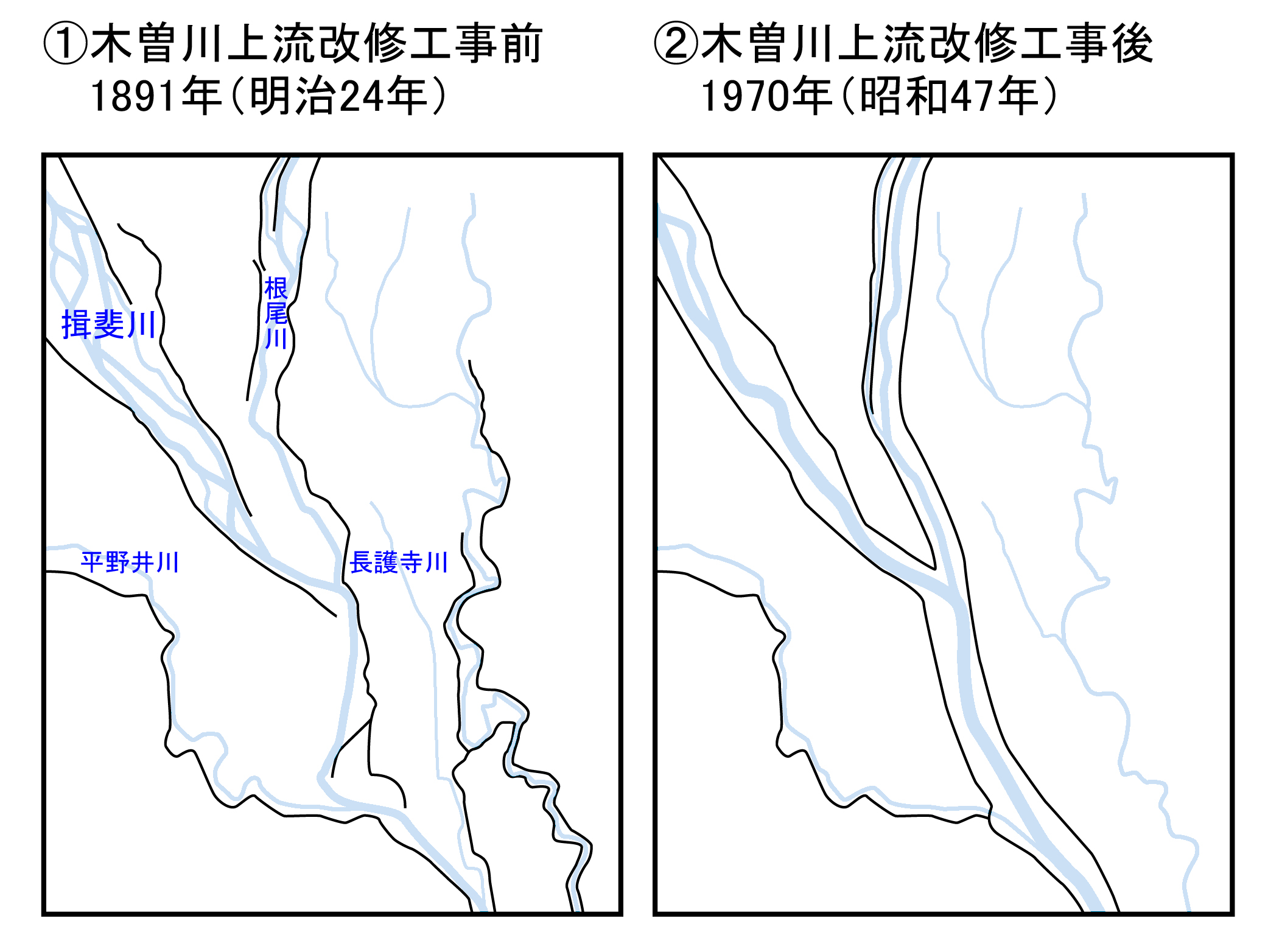
揖斐川・根尾川合流点および蛇行部付近の前後比較

揖斐川およびその支川の工事は1923年（大正12年）8月から行われた。揖斐川の改修が影響した地域は、岐阜県大垣市・安八郡安八村（現在は安八郡安八町）・安八郡神戸町・安八郡輪之内町・揖斐郡池田町・揖斐郡揖斐川町・揖斐郡大野町・揖斐郡川合村（現在は揖斐郡大野町）・揖斐郡養基村（現在は揖斐郡揖斐川町）・海津郡海津町（現在は海津市）・海津郡南濃町（現在は海津市）・海津郡平田町（現在は海津市）・本巣郡巣南町（現在は瑞穂市）・養老郡養老町。
上流改修全体で最初に着手されたのは、現在の瑞穂市呂久付近で揖斐川が大きく西に蛇行していた地点であり、この付近は無堤地で川幅も狭いため大雨のたびに多大な被害が生じていた。この被害を防止するために揖斐川河道を直線的に変更するために開削・築堤が行われ、湾曲部付近で合流していた右岸側の平野井川の合流部には樋門が新設され、左岸側の長護寺川は上流側で東を流れる犀川へと切り落とされた。この揖斐川新川開削によって呂久地区は東西に分断され飛地が生じた。
藪川合流点より上流では、川幅は比較的広かったものの霞堤の無堤部分からの水害が多かった。この区間では霞堤を締め切って拡築することとされ、1923年（大正12年）12月に藪川合流点付近から開始された工事は、徐々に上流側へと工事区間を移していった。藪川合流点から下流側の約1キロメートルの区間には元々堤防がなかったため、新たに築堤がなされた。
国が同時施工した支川では、現在の本巣市山口で東西2筋に分岐していた根尾川で、水量が減ったために水無川となることが増えていた東側の糸貫川は1944年（昭和19年）に分派口が締め切られ、同時に西側の藪川（現河道）の拡幅工事が行われて疎通改善が図られた。この際、糸貫川から取水していた席田用水・真桑用水は1950年（昭和25年）に根尾川の山口取水口に統合された。
岐阜県が施工した支川では、最初の「支川改修事業」として1930年（昭和5年）5月30日に着工された粕川がある。上流改修以前の粕川は霞堤が整備されていたものの急傾斜の扇状地上で天井川化していたため効果は薄れており、揖斐川に合流する手前で南北の2つの派川に分岐していた。上流改修ではこの扇状地上の約5キロメートルが対象となり、霞堤を温存するものの無堤部分を堤防で繋ぎ、河底を掘削することで天井川を解消、さらに揖斐川合流点付近では南側に新川を掘り北派川が締め切られた。また、扇頂部には堰堤が設けられ、扇状地上の灌漑用水はここから取水することとした。
牧田川では養老郡養老町烏江付近で杭瀬川・小畑川・金草川などが相次いで合流していたが、扇端部以下に相当する烏江付近は緩傾斜部で砂礫が堆積しやすく天井川化が深刻となっていたうえ狭窄であったため水害が発生しやすく、牧田川の水位が上がると杭瀬川や相川にも影響を及ぼしていた。上流改修では烏江以下の約3.4キロメートルで背割堤を築きつつ新たに杭瀬川の河道が開削され、金草川は一部の水を牧田川を伏せ越しして杭瀬川に排水するように変更された。この工事は1933年（昭和8年）に着工されたものの粘土質の土壌や湧水に苦しみ、太平洋戦争の影響もあって竣工は1954年（昭和29年）となった。
その他、津屋川などの支川の揖斐川合流点にも水門が新設された。

### 長良川

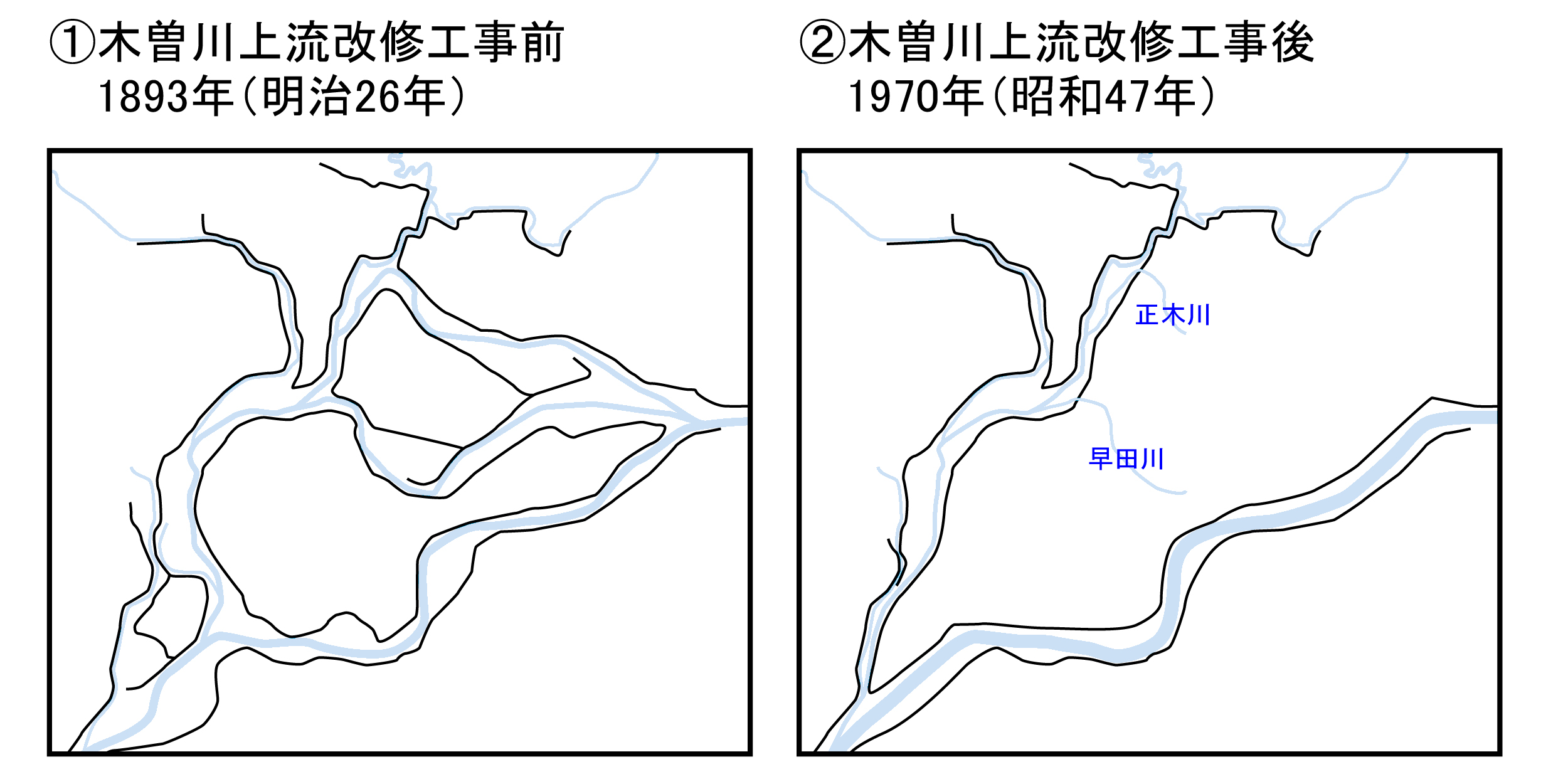
長良川分派部付近の前後比較

長良川およびその支川の工事は1923年（大正12年）12月から行われた。長良川の改修が影響した地域は、岐阜県岐阜市・羽島市・安八郡安八村（現在は安八郡安八町）・安八郡墨俣町（現在は大垣市）・安八郡輪之内町・海津郡海津町（現在は海津市）・海津郡平田町（現在は海津市）・稲葉郡日置江村（現在は岐阜市）・本巣郡合渡村（現在は岐阜市）・本巣郡穂積町（現在は穂積市）。
長良川では金華山を過ぎたあたりで現河道と旧河道2つの3筋に分岐し、岐阜市江口付近で再度合流していた地点の改修が最重要視された。1933年（昭和8年）から川幅の狭い現河道を拡幅整備して堤防を堅固なものに増築する工事が始まるが、忠節橋より上流側の左岸は市街地に面していたためにコンクリートなどを用いた特殊堤を作ることとし、右岸側の堤防は平均100メートルほど北に移された。現河道の工事が完了した1939年（昭和14年）に旧河道への分派口が締め切られた。
旧河道は則武輪中の西側で合流して一日市場輪中に東側を通って本川に再合流していたが、一日市場輪中の西側を通って合流するように変更された。現河道の整備と並行して1934年（昭和9年）10月から新河道の開削と築堤が進められ、1951年（昭和26年）に付け替えが行われた。旧来の再合流点には1951年（昭和26年）3月に樋門が建造された。
長良川右岸の河渡輪中から墨俣輪中の間の区間の右岸堤防は、長良川本川の工事より前の1930年（昭和5年）に着手される。右岸側の天王川・糸貫川・犀川といった支川の長良川合流点も直轄改修されるが、犀川の改修工事では岐阜県が計画を進めていた当初から新川の開削をめぐって住民の反発は強く、内務省直轄となった1929年（昭和4年）には住民と警察の衝突の末に憲兵が派遣される事件も発生した（犀川事件）。この事件をきっかけに現在の新犀川の計画へと変更されて1936年（昭和11年）に完成、天王川も1950年（昭和25年）に新犀川へと合流するように改修された。
長良川の左岸側の支川でも、慢性的な排水不良であった境川・荒田川で改修が行われた。1928年（昭和3年）から工事に着手し、1930年（昭和5年）に境川上流部の水を北派川を経て木曽川に放水する「境川放水路」が完成し、続いて水量の減った境川に荒田川の水を流す2つの放水路も1931年（昭和6年）に完成した。

### 木曽川

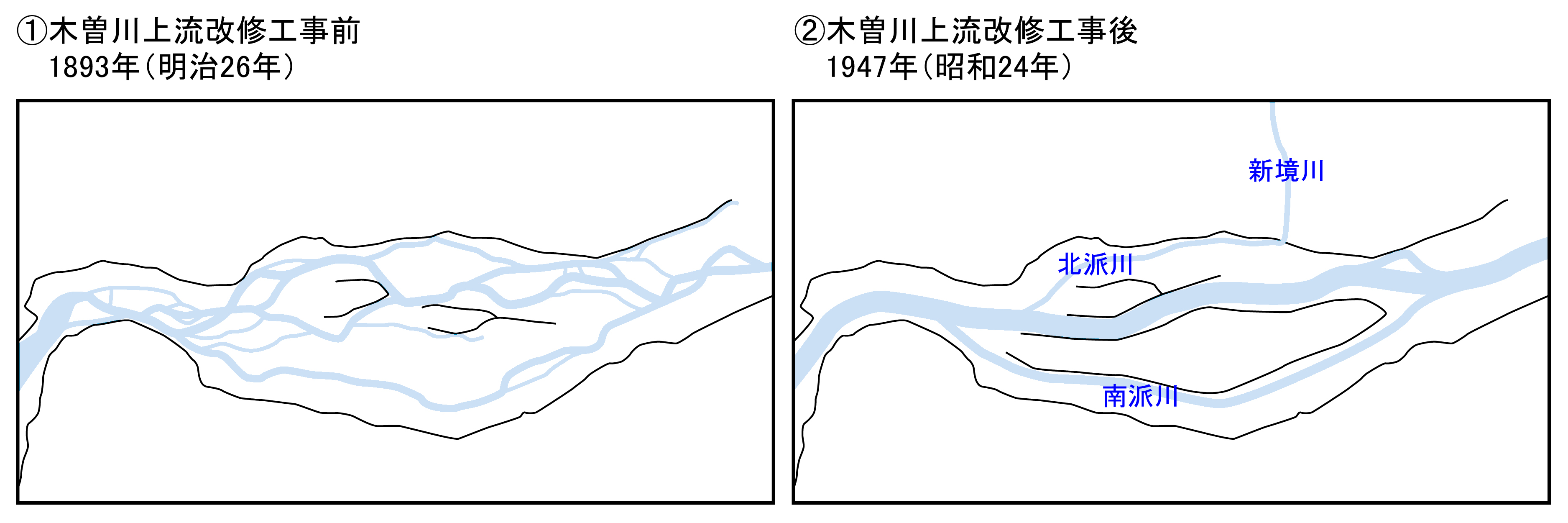
川島付近の河道整理の前後比較

木曽川およびその支川の工事は1924年（大正13年）12月から行われた。木曽川の改修が影響した地域は、愛知県一宮市・犬山市・江南市・尾西市（現在は一宮市）・中島郡祖父江町（現在は稲沢市）・丹羽郡扶桑町・葉栗郡木曽川町（現在は一宮市）、岐阜県羽島市・羽島郡笠松町・羽島郡川島町（現在は各務原市）。
木曽川では現在の各務原市川島付近で木曽川が分岐・合流を繰り返して乱流しており、洪水の度に流れを変えては被害を出していたため、この付近の支派川の整理が重要視された。当時の木曽川は南派川を分岐後、北岸寄りに本流が流れたものの、現在の川島笠田町と川島渡町の間にあった三斗山集落などの寄洲によって河道が狭くなっていたが、1924年（大正13年）12月から1929年（昭和4年）までの工事ではこの付近を開削して河道を整理する工事が行われた。この工事により開削された新川に木曽川本川が通され、北派川の分派口には越流堤が設けられたことで北派川には平時はまったく水が流れなくなった。河道整理以外の川島付近の工事は1939年（昭和14年）まで継続的に行われた。
川島の少し下流側の現在の羽島市正木町や一宮市木曽川町里小牧・木曽川町玉ノ井付近には、丈夫な本堤の外側に脆弱な堤防で木曽川に面した集落や耕地が存在していた。正木では当初本堤を各築する計画となっていたが、大浦輪中の要望に応える形で外堤を本堤とするよう変更され、予算の増加分を地元が負担することで決着し1932年（昭和7年）11月に着工、1938年（昭和13年）に竣工した。木曽川町では本堤が御囲堤であったため改修は計画されていなかったが、1938年（昭和13年）7月の大洪水で外堤の十数箇所が決壊し、災害復旧を機に愛知県から内務省に委託され1939年（昭和14年）10月から1942年（昭和17年）11月までの工事で外堤の湾曲是正・補強などが行われた。
その他、現在の一宮市北方町付近から稲沢市祖父江町付近の川幅の狭窄部の是正や、付帯工事として宮田用水・佐屋川用水の取水口に頭首工が整備された。

## 上流改修の影響
これら上流改修および上流のダム整備によって河川敷が拡幅したことで、常時水が流れる低水路と、洪水時以外水が流れない高水敷が明確化した。高水敷は畑や牧草地に転用されたり、都市部では運動場や公園などが整備されるようになる。廃川跡地は砂地質を利用して露地野菜畑、学校や工場用地に利用されたほか、都市部では住宅地にも転用された。
また、上流改修が行われた当時は道路網がまだ整っておらず渡船が唯一の交通機関であった箇所もあり、河川の開削・拡幅などによって新たな渡船の整備や橋梁の新設が必要となった。